# Fechtweltmeisterschaft 1948
Die 4. Fechtweltmeisterschaft fand 1948 in Den Haag statt. Da im selben Jahr in London die Olympischen Sommerspiele stattfanden, wurde lediglich der nichtolympische Mannschaftswettbewerb im Damen–Florett ausgetragen.

## Damen

### Florett, Mannschaft
| Platz | Land       | Sportlerinnen                                                                                  |
| ----- | ---------- | ---------------------------------------------------------------------------------------------- |
| 1     | Dänemark   | Solveig Jörgensen, Karen Lachmann, Kate Mahaut, Grete Olsen, Ulla Poulsen, Kirsten Suhr-Hansen |
| 2     | Ungarn     | Ilona Elek, Margit Elek, Eva Kun, Katalin Horváth, Magda Nyári-Kovács, Ilona Vargha            |
| 3     | Frankreich | Jacqueline Baudot, Renée Garilhe, Francoise Gouny, Alice Karren, Louisette Malherbaud          |

## Medaillenspiegel
| Platz | Land       | Gold | Silber | Bronze | Gesamt |
| ----- | ---------- | ---- | ------ | ------ | ------ |
| 1     | Dänemark   | 1    | –      | –      | 1      |
| 2     | Ungarn     | –    | 1      | –      | 1      |
| 3     | Frankreich | –    | –      | 1      | 1      |